# Liga dos Amadores de Futebol
Die Liga dos Amadores de Futebol (LAF) war ein brasilianischer Sportverband aus São Paulo.
Bereits 1901 wurde die Liga Paulista de Foot-Ball (LPF) als erster Fußballverband São Paulos gegründet. 1912 kam es zu einer Spaltung des Verbandes. In diesem gab es Streit zwischen den Befürwortern des Amateur- und Profisports. Außerdem kam es zu Streitigkeiten über den Austragungsort. Der LPF wollte an der bisherigen Spielstätte dem Estádio Palestra Itália austragen. Der Club Athletico Paulistano hingegen wollte eine Verlegung in sein Stadion, das Velódromo de São Paulo und den Status eines Amateursports beibehalten. Die LPF stimmte diesen nicht zu.
Die LPF erzielte mit dem SC Germânia, dem Eigentümer des Palestra Itália, vor Saisonbeginn 1913 eine Einigung und schloss eine Vereinbarung zur Nutzung, die viermal niedriger war wie der Preis, welchen Paulistano für sein Stadion erhalten wollte. Als Vergeltung besuchte Paulistano das Velódrome beim ersten Spiel der Mannschaft in der Meisterschaft 1913 gegen den SC Americano (SP), obwohl die LPF das Spiel im Palestra Itália angesetzt hatte. Dieses führte den Bruch von Paulistano mit dem Fußballverband herbei. Kurz darauf gründete der Klub mithilfe der AA Palmeiras am 22. April 1913 eine Parallelorganisation, die Associação Paulista de Sports Athleticos (APSA).
Am 13. Januar 1917 einigten sich die APSA und der LPF dann auf eine Verschmelzung. Die LPF wurde aufgelöst und deren Klubs sollten künftig in der APSA antreten, welche hierfür eine zweite Liga schuf, mit der Möglichkeit zum Aufstieg. Ausnahmen waren Corinthians São Paulo und der SC Internacional, welche 1917 bereits in der ersten Liga antraten.
Mitte der 1920er Jahre war es wieder eine Unzufriedenheit bei Paulistano, welche den, zwischenzeitlich in Associação Paulista de Esportes Atléticos (APEA) umbenannten, Verband in Probleme brachte. Die APEA hatte sich geweigert, den Torhüter Nestor de Almeida zu registrieren, und auch mit der Schiedsrichterführung in der Meisterschaft von 1925, insbesondere im letzten Spiel, war man unzufrieden. Im Oktober 1925 beantragte der Klub seinen Austritt aus der APEA. Kurz darauf machte Germânia in einem Schiedsverfahren ebenfalls Schadensersatz geltend und folgte demselben Weg.
Die beiden Vereine und die AA Palmeiras gründeten die Liga dos Amadores de Futebol (LAF), die ab dem 1926 Jahr ihre eigene Meisterschaft austrug. Obwohl sich fünf weitere Klubs der LAF anschlossen, konnte diese sich nicht dauerhaft gegen die APEA durchsetzen. 1929 war die Liga auf zwölf Klubs angewachsen, trotzdem wollte eine Mehrzahl der LAF Mitglieder die Wiedervereinigung mit dem APEA. Dieses erfolgte und die LAF löste sich im Januar 1930 auf sowie auch Paulistano seine Fußballabteilung am 8. Januar schloss.